# Wilmer Urrelo Zárate
Wilmer Urrelo (La Paz, Bolivia, 1975) es un escritor boliviano, ganador del Premio Nacional de Novela el año 2006.

## Vida personal
Urrelo padece de desmielinización, enfermedad que desde el 2012 (año en que fue detectada) ha influido profundamente en su carrera como escritor.

## Trayectoria
Estudió Comunicación Social en la Universidad Mayor de San Andrés. Se desempeñó como editor en Santa Cruz y La Paz, habiendo trabajado en la Biblioteca del Bicentenario de Bolivia. Como escritor, ha escrito las siguientes obras: 

## Obras
- Mundo negro (2000)
- Fantasmas asesinos (2006)
- Hablar con los perros (2011)
- Todo el mundo cumple sus sueños menos yo (2015)
- El Chicuelo dice.(2017)[4]

## Galardones
En 2006 fue galardonado con el IX Premio Nacional de Novela por Fantasmas asesinos. En 2011 su novela Hablar con los perros lo hizo acreedor del Premio de Literatura Anna Seghers 2012, concedido por la fundación del mismo nombre.